# Pandu

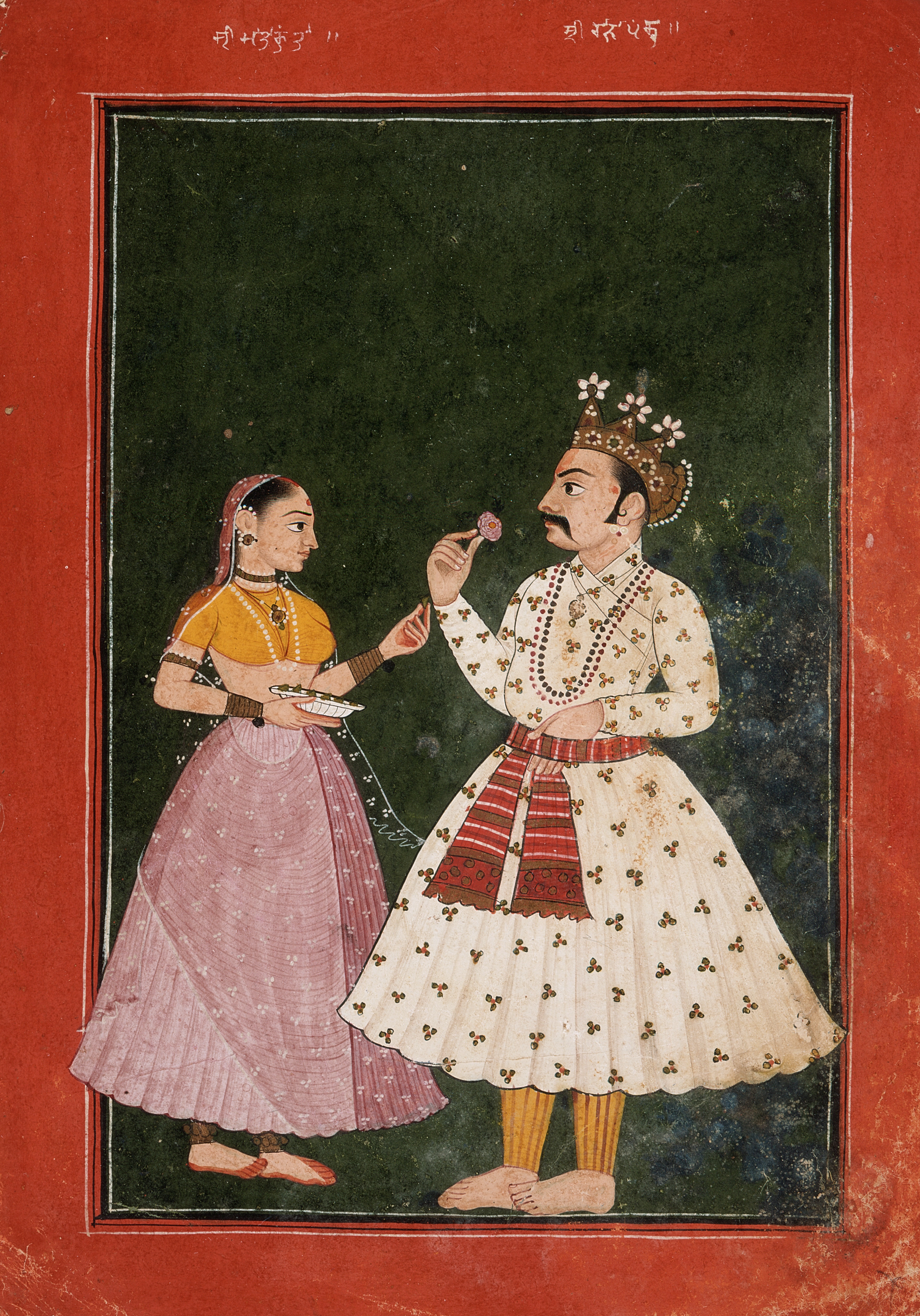
Un dipinto della fine del XVII secolo di Pandu (a destra) e Kunti del Kashmir

Secondo la mitologia induista Pandu fu il re di Hastinapur figlio della principessa Ambalika. Noto per essere il padre adottivo dei cinque Pāṇḍava, che sono i personaggi centrali del poema epico Mahabharata.
Il nome Pandu significa pallido.